# Zick-Zack-Girl-Illusion
Die Zick-Zack-Girl-Illusion bezeichnet ein Zauberkunststück der Sparte Groß-Illusion, die 1963 von dem Engländer  Robert Harbin erfunden und zum ersten Mal vorgeführt worden ist.

## Hergang
Eine Person betritt ein Kabinett, das aus drei Teilen besteht. Die Türen werden geschlossen. In jeder Tür befindet sich eine Öffnung, um so oben den Kopf, in der Mitte eine Hand und unten einen Fuß zu zeigen, als Beweis, dass sich die Person tatsächlich in dem Kabinett befindet.
Zwischen die drei Teile schiebt der Vorführer breite Klingen. Anschließend zieht er das mittlere Teil fast komplett zur Seite heraus. Nach wie vor sieht man in jedem Teil des Kabinetts Kopf, Hand und Fuß (zick-zack). Nachdem das Mittelteil wieder zurückgeschoben und die Klingen entfernt wurden, entsteigt die Person wieder unversehrt dem Kabinett.

## Nachweise
1. ↑  Zeitschrift Magische Welt, Heft 2, 2009
2. ↑  The Magic of Robert Harbin, C.W. Mole and Sons, (1970)